# Chorizanthe valida
Chorizanthe valida är en slideväxtart som beskrevs av S. Wats.. Chorizanthe valida ingår i släktet Chorizanthe och familjen slideväxter. Inga underarter finns listade i Catalogue of Life.